# Dosnon
Dosnon ist eine französische Gemeinde mit 99 Einwohnern (Stand: 1. Januar 2022) im Département Aube in der Region Grand Est; sie gehört zum Arrondissement Troyes und zum Kanton Arcis-sur-Aube. 

## Geografie
Dosnon liegt etwa 40 Kilometer nordnordöstlich von Troyes. Im Osten liegt der Militärübungsplatz Camp de Mailly. Umgeben wird Dosnon von den Nachbargemeinden Trouans im Norden, Sompuis im Nordosten, Humbauville im Osten und Nordosten, Saint-Ouen-Domprot im Osten, Lhuître im Süden und Südosten, Grandville im Süden, Le Chêne im Südwesten, Allibaudières im Westen und Südwesten sowie Herbisse im Westen.

## Bevölkerungsentwicklung
| Jahr                       | 1962 | 1968 | 1975 | 1982 | 1990 | 1999 | 2006 | 2011 | 2018 |
| Einwohner                  | 111  | 119  | 106  | 101  | 95   | 79   | 93   | 114  | 103  |
| Quellen: Cassini und INSEE |      |      |      |      |      |      |      |      |      |

## Sehenswürdigkeiten
- Kirche Saint-Pierre-ès-Liens